# Campeonato Argentino de Rugby 1957
El Campeonato Argentino de Rugby de 1957 fue la décimo-tercera edición del torneo de uniones regionales organizado por la Unión Argentina de Rugby. Se llevó a cabo entre el 18 de agosto y el 29 de septiembre de 1957. 
Debido a la pandemia de gripe que afectó al 40% de la población de la Provincia de Mendoza, la Unión de Rugby de Cuyo no se pudo presentar a su encuentro de Primera Ronda, clasificando la Unión Santafesina de Rugby automáticamente en su lugar.
El seleccionado de Capital consiguió su cuarto título, venciendo nuevamente en la final al seleccionado de Provincia por 11-0.

## Equipos participantes
Participaron de esta edición doce equipos: tres seleccionados de la Unión Argentina de Rugby y nueve uniones provinciales.
| Equipo        | Unión                                      |
| ------------- | ------------------------------------------ |
| Capital       | Unión Argentina de Rugby                   |
| Centro        | Unión de Rugby del Centro                  |
| Cuyo          | Unión de Rugby de Cuyo                     |
| La Plata      | Combinado local (Unión Argentina de Rugby) |
| Mar del Plata | Unión de Rugby de Mar del Plata            |
| Norte         | Unión de Rugby del Norte                   |
| Provincia     | Unión Argentina de Rugby                   |
| Río Cuarto    | Unión Riocuartense de Rugby                |
| Río Paraná    | Unión de Rugby del Río Paraná              |
| Rosario       | Unión de Rugby de Rosario                  |
| San Juan      | Unión Sanjuanina de Rugby                  |
| Santa Fe      | Unión Santafesina de Rugby                 |

## Partidos
|  | Primera Ronda | Primera Ronda | Primera Ronda |           |               | Cuartos de final | Cuartos de final | Cuartos de final |    |  | Semifinales      | Semifinales      | Semifinales      |    |  | Final            | Final            | Final            |  |
|  | 18 de agosto  | 18 de agosto  | 18 de agosto  |           |               | 15 de septiembre | 15 de septiembre | 15 de septiembre |    |  | 22 de septiembre | 22 de septiembre | 22 de septiembre |    |  | 29 de septiembre | 29 de septiembre | 29 de septiembre |  |
|  |               |               |               |           |               |                  |                  |                  |    |  |                  |                  |                  |    |  |                  |                  |                  |  |
|  |               |               |               |           |               |                  |                  |                  |    |  |                  |                  |                  |    |  |                  |                  |                  |  |
|  | Norte         | Norte         | 28            |           |               |                  |                  |                  |    |  |                  |                  |                  |    |  |                  |                  |                  |  |
|  | Norte         | Norte         | 28            |           |               |                  |                  |                  |    |  |                  |                  |                  |    |  |                  |                  |                  |  |
|  | Río Cuarto    | Río Cuarto    | 3             |           |               |                  |                  |                  |    |  |                  |                  |                  |    |  |                  |                  |                  |  |
|  | Río Cuarto    | Río Cuarto    | 3             |           | Norte         | Norte            | 5                |                  |    |  |                  |                  |                  |    |  |                  |                  |                  |  |
|  |               |               |               |           | Norte         | Norte            | 5                |                  |    |  |                  |                  |                  |    |  |                  |                  |                  |  |
|  |               |               | Capital       | Capital   | 15            |                  |                  |                  |    |  |                  |                  |                  |    |  |                  |                  |                  |  |
|  |               |               | Capital       | Capital   | 15            |                  |                  |                  |    |  |                  |                  |                  |    |  |                  |                  |                  |  |
|  |               |               |               |           |               |                  |                  |                  |    |  |                  |                  |                  |    |  |                  |                  |                  |  |
|  |               |               |               |           |               |                  |                  |                  |    |  |                  |                  |                  |    |  |                  |                  |                  |  |
|  |               |               |               |           |               |                  | Capital          | Capital          | 17 |  |                  |                  |                  |    |  |                  |                  |                  |  |
|  |               |               |               |           |               |                  |                  |                  | 17 |  |                  |                  |                  |    |  |                  |                  |                  |  |
|  |               |               | Rosario       | Rosario   | 6             |                  |                  |                  |    |  |                  |                  |                  |    |  |                  |                  |                  |  |
|  | Santa Fe      | Santa Fe      | Rosario       | Rosario   | 6             | w.o.             |                  |                  |    |  |                  |                  |                  |    |  |                  |                  |                  |  |
|  | Santa Fe      | Santa Fe      |               |           |               |                  |                  |                  |    |  |                  |                  |                  |    |  |                  |                  |                  |  |
|  | Cuyo          |               |               |           |               |                  |                  |                  |    |  |                  |                  |                  |    |  |                  |                  |                  |  |
|  |               | Santa Fe      | Santa Fe      | 9         |               |                  |                  |                  |    |  |                  |                  |                  |    |  |                  |                  |                  |  |
|  |               |               |               | 9         |               |                  |                  |                  |    |  |                  |                  |                  |    |  |                  |                  |                  |  |
|  |               |               | Rosario       | Rosario   | 14            |                  |                  |                  |    |  |                  |                  |                  |    |  |                  |                  |                  |  |
|  |               |               | Rosario       | Rosario   | 14            |                  |                  |                  |    |  |                  |                  |                  |    |  |                  |                  |                  |  |
|  |               |               |               |           |               |                  |                  |                  |    |  |                  |                  |                  |    |  |                  |                  |                  |  |
|  |               |               |               |           |               |                  |                  |                  |    |  |                  |                  |                  |    |  |                  |                  |                  |  |
|  |               |               |               |           |               |                  |                  |                  |    |  |                  | Capital          | Capital          | 11 |  |                  |                  |                  |  |
|  |               |               |               |           |               |                  |                  |                  |    |  |                  |                  |                  | 11 |  |                  |                  |                  |  |
|  |               |               | Provincia     | Provincia | 0             |                  |                  |                  |    |  |                  |                  |                  |    |  |                  |                  |                  |  |
|  | Mar del Plata | Mar del Plata | Provincia     | Provincia | 0             | 9                |                  |                  |    |  |                  |                  |                  |    |  |                  |                  |                  |  |
|  | Mar del Plata | Mar del Plata |               |           |               |                  |                  |                  |    |  |                  |                  |                  |    |  |                  |                  |                  |  |
|  | Centro        | Centro        | 8             |           |               |                  |                  |                  |    |  |                  |                  |                  |    |  |                  |                  |                  |  |
|  | Centro        | Centro        | 8             |           | Mar del Plata | Mar del Plata    | 3                |                  |    |  |                  |                  |                  |    |  |                  |                  |                  |  |
|  |               |               |               |           | Mar del Plata | Mar del Plata    | 3                |                  |    |  |                  |                  |                  |    |  |                  |                  |                  |  |
|  |               |               | Provincia     | Provincia | 18            |                  |                  |                  |    |  |                  |                  |                  |    |  |                  |                  |                  |  |
|  |               |               | Provincia     | Provincia | 18            |                  |                  |                  |    |  |                  |                  |                  |    |  |                  |                  |                  |  |
|  |               |               |               |           |               |                  |                  |                  |    |  |                  |                  |                  |    |  |                  |                  |                  |  |
|  |               |               |               |           |               |                  |                  |                  |    |  |                  |                  |                  |    |  |                  |                  |                  |  |
|  |               |               |               |           |               |                  | Provincia        | Provincia        | 5  |  |                  |                  |                  |    |  |                  |                  |                  |  |
|  |               |               |               |           |               |                  |                  |                  | 5  |  |                  |                  |                  |    |  |                  |                  |                  |  |
|  |               |               | La Plata      | La Plata  | 0             |                  |                  |                  |    |  |                  |                  |                  |    |  |                  |                  |                  |  |
|  | Río Paraná    | Río Paraná    | La Plata      | La Plata  | 0             | 14               |                  |                  |    |  |                  |                  |                  |    |  |                  |                  |                  |  |
|  | Río Paraná    | Río Paraná    |               |           |               |                  |                  |                  |    |  |                  |                  |                  |    |  |                  |                  |                  |  |
|  | San Juan      | San Juan      | 0             |           |               |                  |                  |                  |    |  |                  |                  |                  |    |  |                  |                  |                  |  |
|  | San Juan      | San Juan      | 0             |           | Río Paraná    | Río Paraná       | 6                |                  |    |  |                  |                  |                  |    |  |                  |                  |                  |  |
|  |               |               |               |           | Río Paraná    | Río Paraná       | 6                |                  |    |  |                  |                  |                  |    |  |                  |                  |                  |  |
|  |               |               | La Plata      | La Plata  | 9             |                  |                  |                  |    |  |                  |                  |                  |    |  |                  |                  |                  |  |
|  |               |               | La Plata      | La Plata  | 9             |                  |                  |                  |    |  |                  |                  |                  |    |  |                  |                  |                  |  |
|  |               |               |               |           |               |                  |                  |                  |    |  |                  |                  |                  |    |  |                  |                  |                  |  |
|  |               |               |               |           |               |                  |                  |                  |    |  |                  |                  |                  |    |  |                  |                  |                  |  |
|  |               |               |               |           |               |                  |                  |                  |    |  |                  |                  |                  |    |  |                  |                  |                  |  |
|  |               |               |               |           |               |                  |                  |                  |    |  |                  |                  |                  |    |  |                  |                  |                  |  |

### Primera Ronda
| 18 de agosto | Norte | 28 - 3  | Río Cuarto     | Tucumán,                  |                           |
|              | Tries: R. Campos A. Calliera L. Nieva Moreno Conversiones: A. Calliera Penales: A. Calliera Drops: A. Peiró C. Valdez | Reporte | Penales: Bella | Árbitro(s): Juan Caldwell | Árbitro(s): Juan Caldwell |

| 18 de agosto | Santa Fe | w.o.    | Cuyo | Santa Fe, |  |
|              |          | Reporte |      |           |  |

| 18 de agosto | Mar del Plata                       | 9 - 8   | Centro                                               | Mar del Plata,              |                             |
|              | Tries: N. De Paz Penales: O. Sastre | Reporte | Tries: E. Quetglas C. Moyano Conversiones: C. Moyano | Árbitro(s): Ricardo Molteni | Árbitro(s): Ricardo Molteni |

| 18 de agosto | Río Paraná                                                                     | 14 - 0  | San Juan | Paraná,                 |                         |
|              | Tries: J. Burgos R. Comaleras Conversiones: R. Comaleras Penales: R. Comaleras | Reporte |          | Árbitro(s): A. Camardón | Árbitro(s): A. Camardón |

### Cuartos de final
| 15 de septiembre | Norte                                   | 5 - 15  | Capital                                                               | Tucumán,                            |                                     |
|                  | Tries: R. Campos Conversiones: J. Terán | Reporte | Tries: O. Halle E. Horan Penales: E. Fernández del Casal R. Raimundez | Árbitro(s): A. J. Castilla Andrada, | Árbitro(s): A. J. Castilla Andrada, |

| 15 de septiembre | Santa Fe                                  | 9 - 14  | Rosario                                                                  | Santa Fe,                      |                                |
|                  | Tries: R. Gómez Penales: F. Imaz N. Saade | Reporte | Tries: T. Recagno R. Abalos Conversiones: F. Cavallo Penales: F. Cavallo | Árbitro(s): Emilio N. Frigerio | Árbitro(s): Emilio N. Frigerio |

| 15 de septiembre | Mar del Plata    | 3 - 18  | Provincia                                                        | Mar del Plata,                                                  |                                                                 |
|                  | Tries: W. Guzmán | Reporte | Tries: C. Ramallo R. Faldutti E. Mitchelstein Penales: J. Campos | Asistencia: 3 - 18 espectadores Árbitro(s): Víctor L. Cacchione | Asistencia: 3 - 18 espectadores Árbitro(s): Víctor L. Cacchione |

| 15 de septiembre | Río Paraná         | 6 - 9   | La Plata               | Paraná,                      |                              |
|                  | Penales: J. Burgos | Reporte | Penales: R. Gorostiaga | Árbitro(s): H. Roccatagliata | Árbitro(s): H. Roccatagliata |

### Semifinales
| 22 de septiembre | Capital | 17 - 6  | Rosario             | San Isidro,                |                            |
|                  | Tries: E. Horan A. Ricciardello R. Bazán Conversiones: E. Fernández del Casal Penales: E. Fernández del Casal | Reporte | Penales: F. Cavallo | Árbitro(s): Eduardo Fornés | Árbitro(s): Eduardo Fornés |

| 22 de septiembre | Provincia                                      | 5 - 0   | La Plata | San Isidro,                     |                                 |
|                  | Tries: J. Berro García Conversiones: J. Campos | Reporte |          | Árbitro(s): Carlos M. Seminario | Árbitro(s): Carlos M. Seminario |

### Final
| 29 de septiembre | Capital                                                                                          | 11 - 0  | Provincia | San Isidro,                                                    |                                                                |
|                  | Tries: P. Felisari E. Horan Conversiones: E. Fernández del Casal Penales: E. Fernández del Casal | Reporte |           | Asistencia: 28.394 espectadores Árbitro(s): Francisco Lamastra | Asistencia: 28.394 espectadores Árbitro(s): Francisco Lamastra |

| Bandera de la Ciudad de Buenos Aires |
| Capital Campeón                      |
| Cuarto título                        |

## Estadísticas

### Máximos anotadores
| Pos. | Nombre                 | Equipo     | Try | Con. | Pen. | Pts. |
| ---- | ---------------------- | ---------- | --- | ---- | ---- | ---- |
| 1    | E. Fernández del Casal | Capital    |     | 2    | 4    | 16   |
| 2    | F. Cavallo             | Rosario    |     | 1    | 4    | 14   |
| 3    | A. Calliera            | Norte      | 1   | 2    | 2    | 13   |
| 4    | E. Horan               | Capital    | 4   |      |      | 12   |
| 5    | R. Comaleras           | Río Paraná | 1   | 1    | 2    | 11   |